# E-6801
E-6801 je parcijalni agonist 5-6 receptora. On poboljšava memoriju prepoznavanja i poništava memorijski deficit uzrokovan skopolaminom kod pacova u modelima prepoznavanja objekata. Mehanizam memorijskog poboljšanja je baziran na kombinovanoj modulaciji holinergičke i glutamatergičkie neurotransmisije.